# La leggenda di Liliom
La leggenda di Liliom (Liliom) è un film del 1934 diretto da Fritz Lang.

## Trama
Liliom Zadowski lavora come giostraio all'Hippo-Palace, una sorta di parco divertimenti parigino condotto da Madame Muscat. Una sera, quest'ultima, il cui interesse per il giovane e guascone dipendente non si limita all'aspetto professionale, indispettita dalle eccessive attenzioni da lui rivolte alla giovane cliente Julie Boulard, al termine di una accesa lite, lo licenzia. Liliom e Julie si ritrovano su una panchina di un parco, dove la giovane ha occasione di essere dettagliatamente informata, da un funzionario di polizia di passaggio, dei numerosi precedenti per rissa e furto del suo occasionale compagno; ma è troppo tardi. La scintilla è scoccata e i due vanno a vivere insieme nel baraccone di Liliom.
La convivenza non si rivela facile. Liliom trascorre le notti a gironzolare per locali equivoci in cerca di qualche gonzo ubriaco da spennare alle carte o a flirtare con le donnine dell'“Ile d'amour”; si guarda bene dal cercare un lavoro da manovale o da portiere – massimo oltraggio per un animo d' “artista” come il suo. In alternativa, è assiduo frequentatore del commissariato locale, nel quale è convocato spesso e volentieri. Tutto il peso del loro mantenimento ricade sulle spalle della compagna, che lavora alle dipendenze di Madame Menoux, proprietaria di uno studio fotografico, la quale cerca di convincerla a lasciare il suo compagno fannullone, costruendosi un'esistenza sicura insieme ad un onesto falegname che ha ripetutamente manifestato il suo interesse per lei. Neppure quando, in un eccesso di ira e orgoglio, dovuto alla consapevolezza della sua nullità, egli la picchia, l'amore di Julie viene meno.
In questa situazione torna alla carica Madame Muscat, proponendo a Liliom il vecchio posto da giostraio – e, tra le righe, un nuovo ménage amoroso. Quando ha già accettato, Julie gli comunica di essere in attesa di un loro figlio. La gioia dell'uomo è incontenibile. Ma l'unica soluzione che trova per far fronte alle nuove responsabilità è quella di rivolgersi ad Alfred, antico compagno di scorribande notturne, che a suo tempo gli aveva proposto di essere suo complice nella rapina alle paghe degli operai di una fabbrica di pellami. Ma il colpo fallisce. Circondato dalla polizia, Liliom si infligge un colpo di coltello al cuore. Prima di morire si fa promettere dalla moglie che dirà al loro figlio che suo padre era un mascalzone. Si augura anche, una volta giunto nell'aldilà, di poter parlare direttamente con Dio, evitando i soliti commissari e funzionari, coi quali non avrebbe alcuna speranza. Muore, disteso davanti alla porta del suo baraccone, mentre qualche minuto di silenzio nel vicino Hippo-Palace, gli tributa l'ultimo saluto.
Le speranze di Liliom vengono disattese. Due angeli, vestiti come poliziotti in borghese, con le larghe tese dei cappelli che simulano le aureole, lo sollevano in alto nel cielo, e lo conducono in una sala d'attesa del tutto simile a quella di un commissariato, con i soliti divieti: non sputare, non fumare, non parlare. Anche il commissario, a parte due alucce, assomiglia in tutto a quello terreno, compreso il puntiglio per le formalità burocratiche. In assenza di un qualche segno di pentimento di Liliom, cui, ccome al cinema, vengono mostrate su uno schermo le colpe commesse nei riguardi della moglie, l'uomo è condannato a sedici anni tra le fiamme del Purgatorio, al termine dei quali gli sarà concesso di tornare sulla terra per vedere la figlia.
Quando giunge il tempo, le si presenta come un vecchio amico del padre, raccontandole delle cattive azioni da lui commesse. La ragazza rifiuta di accettare un ritratto così diverso dall'immagine affettuosa consegnatale da Julie. Esasperato Liliom colpisce anche lei. Con questo gesto, la sua dannazione eterna sembra segnata. A salvarlo, saranno le lacrime con cui Julie lo giustifica, stringendo tra le braccia la figlia.

## Lavorazione
Liliom è il primo film diretto da Lang fuori dalla Germania, dopo la precipitosa fuga, successiva all'incontro del marzo 1933 con Joseph Goebbels. Le difficoltà di comunicazione del regista, che pure parlava correntemente il francese, con la troupe, furono ovviate con l'aiuto di Gilbert Mandelik, suo amico e collaboratore per più di quarant'anni, che gli mise a disposizione un piccolo dizionario dei termini tecnici. Dovette rinunciare, nelle conversazioni, al titolo di "Meister" per il più democratico "Monsieur Lang". Nei suoi collaboratori destò notevole impressione l'estrema attenzione e meticolosità con cui si dedicava alle attività di pre-produzione, nonché l'assoluta dedizione al lavoro, che gli faceva regolarmente dimenticare le pause per i pasti. Nei due giorni precedenti alla consegna del film alla Fox-Europa, lavorò incessantemente per 42 ore, senza dormire.
Per il ruolo di protagonista, il produttore Erich Pommer, al suo secondo incarico per la Fox, dopo essere stato anch'egli costretto a lasciare la Germania, in quanto ebreo, aveva, inizialmente, indirizzato la sua scelta su Hans Albers, che aveva visto interpretare il ruolo nella versione teatrale di Liliom, allestita a Berlino. La sua indisponibilità, portò alla scrittura di Charles Boyer, anch'egli attore di impianto teatrale, la cui interpretazione, comunque “...sorregge con talento il peso patetico del destino di Liliom".
Fu l'ultimo film della carriera cinematografica di Rosa Valetti, famosa cabarettista della Berlino degli anni venti.

## Distribuzione
Il film venne distribuito in Francia dalla Fox Film, presentato in prima a Parigi il 27 marzo 1934. Uscì poi in sala il 13 maggio.

### Accoglienza
Il film fu proiettato per la prima volta a Parigi il 13 maggio 1934 . Si trattò di un insuccesso, anzi, con le parole di Lang "il (suo) primo fiasco di incassi", che indusse il protagonista Charles Boyer ad accettare un contratto in America e il produttore Pommer a partire per l'Inghilterra, mentre lo stesso regista non avrebbe più ricevuto proposte per film in Francia. Lang, che lo considerava come il suo lavoro migliore, attribuì la responsabilità del fiasco al registro comico, verso cui il film si incanala nella seconda parte: "...il pubblico seguiva il film come meglio non si può, ma nel momento in cui il film si fa comico...gli si sono rivoltati contro... Voleva un dramma ed invece si ritrovava una commedia". Il film suscitò anche proteste negli ambienti cattolici francesi per il modo ironico in cui veniva descritto l'aldilà.
Nessuna offesa alla sensibilità religiosa, invece, per la critica di New York, dove il film era stato proiettato per la prima volta il 16 marzo 1935. "...Oltre alla bellezza fisica, la rappresentazione del Paradiso è un meraviglioso lavoro di ironia, tuttavia maneggiato in modo tale da non offendere la sensibilità religiosa. Anzi, è esso stesso un'espressione religiosa".. Semmai si criticava la lunghezza della prima parte che rischiava di mettere in ombra l'originalità del seguito.

### Critica
"...In forma di leggenda si ripropone l'interrogativo romantico se l'amore sia più forte della morte e, tra toni di commedia inusuali e pressoché unici nell'opera di Lang, il film sviluppa una riflessione sui concetti di giustizia e responsabilità, riflessione altresì sul valore della propria arte. Liliom maschera il proprio impegno dietro la fantasia."

## Altre versioni
Il romanzo di Ferenc Molnár era già stato portato sul grande schermo nel 1930 da Frank Borzage con Liliom, interpretato da Charles Farrell e Rose Hobart. Successivamente sarebbe stato ripreso per una versione musical (Carousel) da Henry King, nel 1956.